# Petrovany
Petrovany és un poble i municipi d'Eslovàquia. Es troba a la regió de Prešov, al nord del país.

## Història
La primera referència escrita de la vila data del 1304.

## Demografia
| Godina             | 1994 | 2004    | 2014   | 2024   |
| ------------------ | ---- | ------- | ------ | ------ |
| Nombre de persones | 1617 | 1794    | 1858   | 2036   |
| Diferència         |      | +10,94% | +3,56% | +9,58% |

| Godina             | 2023 | 2024   |
| ------------------ | ---- | ------ |
| Nombre de persones | 2014 | 2036   |
| Diferència         |      | +1,09% |